# Criminografia

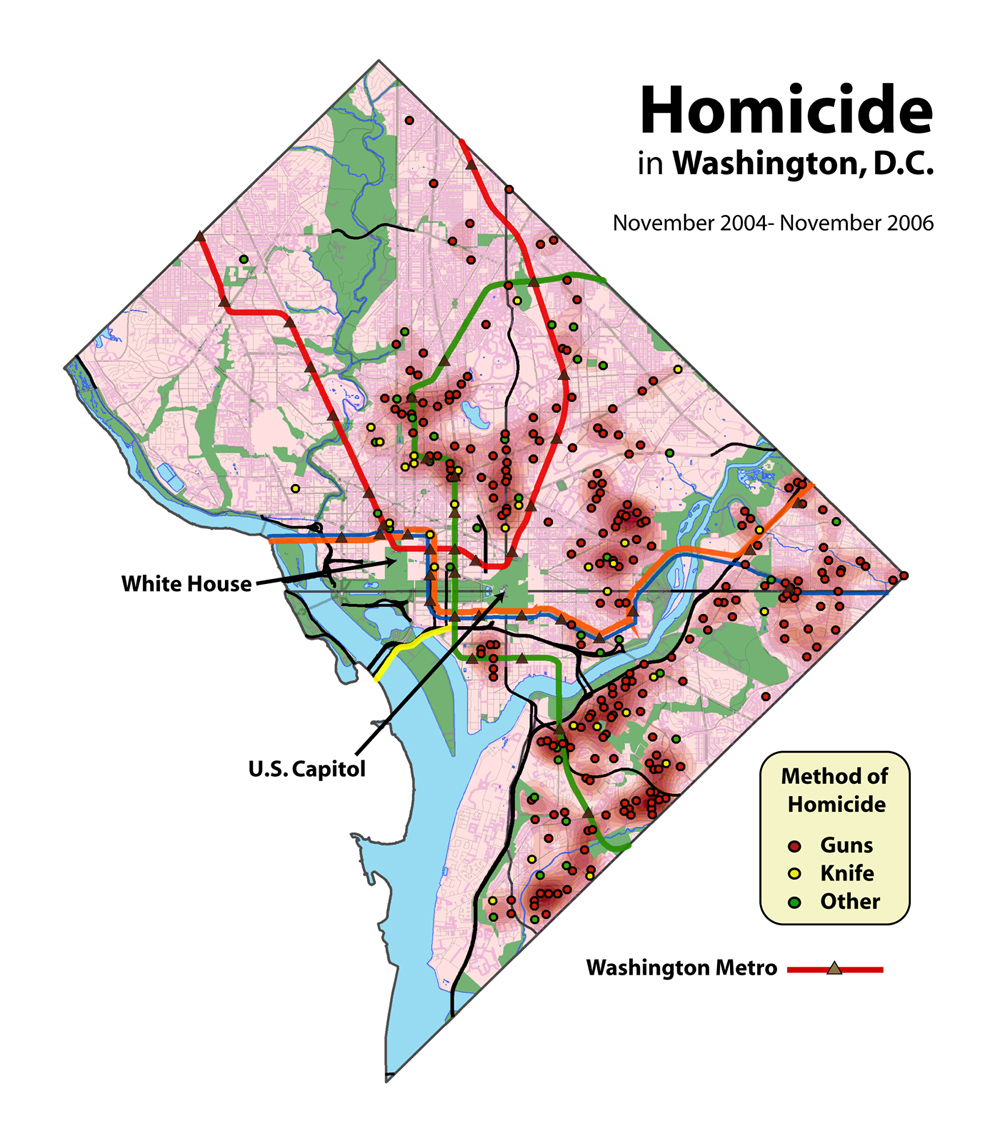
Mappatura degli omicidi a Washington

La criminografia è un metodo di analisi criminologica utilizzata dalle forze dell'ordine per visualizzare gli eventi criminali. Si tratta di un elemento chiave per implementare nuove strategie di difesa sociale che si basa sulle tecnologie dell'informazione e sui sistemi informativi geografici per localizzare le zone più dense dal punto di vista dei reati, delle tendenze criminali e dei modelli comportamentali.

## Storia
I primi studi sulla criminografia risalgono al 1986 quando l'Istituto Americano di Giustizia finanziò un progetto per esplorare la localizzazione del crimine per supportare la polizia municipale. Il progetto fu coordinato con il Dipartimento di polizia di Chicago di concerto con l'Università dell'Illinois e quella di Northwestern. Il successo del progetto permise alla polizia di sperimentare il "Programma di analisi del mercato della droga" in cinque città e di sviluppare tali tecniche su tutto il territorio americano incluso il New York City Police Department's Compstat.

## Sistema informativo geografico
Tramite il Sistema Informativo Geografico (SIG), è possibile monitorare una grande quantità di informazioni quali il censimento demografico, la posizione delle persone o delle istituzioni per meglio comprendere le cause del crimine e aiutare il governo a pianificare efficaci strategie per affrontare i problemi. Il GIS è utile anche nelle situazioni di emergenza e cioè nel coordinare l'intervento delle volanti e negli inseguimenti.
Nel sottolineare le teorie che servono per spiegare il comportamento dei criminali, occorre includere la sicurezza urbana e dell'ambiente suddivisa nei due filoni della routine activity theory (André-Michel Guerry) e della scelta razionale (Michael Maltz). Recentemente, la criminografia ha compreso anche l'insieme delle tecniche di analisi spaziale che aggiungono una serie di elementi aggiuntivi quali il rigore statistico, l'autocorrelazione e l'eterogeneità spaziale.

## Applicazioni pratiche
I criminologi ricorrono alla criminografia per aiutare le forze dell'ordine ad assumere le migliori decisioni possibili, a gestire le risorse e formulare ipotesi d'intervento così come avviene nell'analisi strategica (es. previsione del crimine, profiling, etc.). New York, ad es., è riuscita ad applicare questi strumenti tramite il modello CompStat, sebbene quel modo di pensare si adatta bene al breve termine. Ci sono altri approcci correlati che includono le politiche informative, l'intelligence, la sicurezza orientata ai problemi e la sicurezza urbana. In alcune postazioni di polizia, i criminologi lavorano in posizioni civili mentre altre istituzioni sono guardie giurate.
In base ai risultati di una ricerca sulle politiche di sicurezza, la criminografia è utilizzata per comprendere modelli penitenziari nonché la recidiva, risparmiare le risorse obiettivo e migliorare i programmi sulla difesa sociale o sulla valutazione della qualità sui servizi di prevenzione ed assistenza alle vittime.